# Schizochitonidae
Schizochitonidae is een familie keverslakken.

## Kenmerken
Het zijn ovale tot gestrekte keverslakken die tot circa 90 millimeter lang worden.  Hun platensculptuur vertoont midden- en zijvelden, met vlakke ribben waartussen rijen van lichtgevoelige organen in de buitenste schaallaag liggen ingebed.  De zoom is behaard of met borstels. Aan het einde met een spleet tot aan de inbochting (sinus) van de eindplaat.

## Geslachten
- Schizochiton J.E. Gray, 1847
- Lorica H. & A. Adams, 1852
- Loricella Pilsbry, 1893